# Чернявська волость (Бердичівський повіт)
Чернявська волость (Малочернявська) — адміністративно-територіальна одиниця Бердичівського повіту Київської губернії з центром у селі Мала Чернявка.
Станом на 1886 рік складалася з 8 поселень, 7 сільських громад. Населення — 5726 осіб (2872 чоловічої статі та 2854 — жіночої), 617 дворових господарства.
|                     | Площа, десятин | У тому числі орної, дес. |
| ------------------- | -------------- | ------------------------ |
| Сільських громад    | 4819           | 3459                     |
| Приватної власності | 6998           | 5682                     |
| Іншої власності     | 317            | 205                      |
| Загалом             | 12134          | 9346                     |

Основні поселення волості:
- Мала Чернявка — колишнє власницьке село при струмкові Мурованка за 33 версти від повітового міста, 740 осіб, 92 двори, православна церква, лавка, кузня, водяний і вітряний млини.
- Велика Чернявка — колишнє власницьке село при струмкові Стовба, 321 особа, 49 дворів, православна церква, школа, постоялий будинок і водяний млин.
- Війтівці — колишнє власницьке село при струмкові Мурованка, 815 осіб, 119 дворів, православна церква, етапний будинок, школа, постоялий будинок, 2 лавки та 3 водяних млини.
- Вільнопіль — колишнє власницьке село при струмкові Стовба, 631 особа, 84 двори, православна церква, школа та водяний млин.
- Малі Низгірці — колишнє власницьке село при струмкові Мурованка, 859 осіб, 112 дворів, православна церква, постоялий будинок і водяний млин.
- Ярославка — колишнє власницьке село при струмкові Мурованка, 906 осіб, 122 двори, православна церква, школа, постоялий будинок і 2 водяних млини.